# Piper enckeaespicum
Piper enckeaespicum är en pepparväxtart som först beskrevs av Trel. & Yunck., och fick sitt nu gällande namn av R. Callejas. Piper enckeaespicum ingår i släktet Piper och familjen pepparväxter. Inga underarter finns listade i Catalogue of Life.